# Monaster Wysoko-Pietrowski
Monaster Wysoko-Pietrowski – prawosławny stauropigialny męski klasztor w Moskwie. Założony w XIV w. przez metropolitę kijowskiego Piotra II, funkcjonował do 1918, gdy został zamknięty przez władze radzieckie. Do 1935 mnisi klasztoru współtworzyli największą w ZSRR nielegalną prawosławną wspólnotę monastyczną. Monaster Wysoko-Pietrowski został reaktywowany w 2009.

## Historia

### Początki
Dokładna data powstania klasztoru nie jest znana. Inicjatorem jego powstania był metropolita kijowski Piotr II. Mogło to nastąpić w latach 1315–1317, tj. jeszcze przed przeniesieniem przez metropolitę swojej stałej rezydencji do Moskwy (miało to miejsce w 1325). Piotr sam wybrał miejsce dla założenia monasteru i wskazał jego patronów – Piotra i Pawła. W 1339, gdy Patriarchat Konstantynopolitański kanonizował metropolitę Piotra, został on nowym patronem klasztoru.
Już w połowie XIV w. pozycja klasztoru była na tyle znacząca, że na jego terenie dokonywano pogrzebów przedstawicieli znacznych rodów moskiewskich. W 1379 przełożony Monasteru Wysoko-Pietrowskiego Jan podróżował do Konstantynopola razem z archimandrytą Michałem, kandydatem do przyjęcia chirotonii biskupiej i objęcia katedry kijowskiej po śmierci metropolity Aleksego. Monaster był również na tyle zamożny, że znacznie wcześniej, niż inne wspólnoty mnisze w Moskwie, przyjął regułę cenobityczną. Klasztor został zniszczony w czasie najazdu Tochtamysza na Moskwę, a następnie odbudowany na polecenie wielkiego księcia moskiewskiego Dymitra Dońskiego, który polecił wznieść na terenie monasteru cerkiew Bogolubowskiej Ikony Matki Bożej. Uległa ona zniszczeniu w czasie jednego z późniejszych pożarów miasta. Na polecenie Wasyla III w 1509 zniszczona cerkiew została zastąpiona nową drewnianą świątynią Opieki Matki Bożej. Również na polecenie Wasyla III włoski architekt Aloisio Lamberti da Montagnana zbudował na potrzeby mnichów murowany sobór św. Piotra.

### XVII–XVIII w.
W czasie Wielkiej Smuty i wojny polsko-rosyjskiej z terenu monasteru prowadzone były działania pierwszego pospolitego ruszenia przeciwko wojskom polsko-litewskim. Również wtedy klasztor odniósł straty materialne i po zakończeniu walk został odbudowany. Wtedy po raz pierwszy otoczono go murami. W 1588 monaster Wysoko-Pietrowski otrzymał przywilej stauropigii i zachował go do likwidacji patriarchatu dokonanej przez Piotra I. W hierarchii klasztorów stauropigialnych zajmował 14. miejsce, a jego przełożeni automatycznie otrzymywali godność archimandryty. Od soboru moskiewskiego 1666–1667 mieli prawo brać udział we wszystkich soborach lokalnych Rosyjskiego Kościoła Prawosławnego.
Nowa cerkiew Bogolubowskiej Ikony Matki Bożej powstała w monasterze po buncie strzelców, w 1690, dla uczczenia zamordowanych w jego trakcie i pochowanych na terenie klasztoru Iwana i Afanasija Naryszkinów. Cerkiew ta stała się następnie rodzinnym mauzoleum Naryszkinów. Równocześnie w monasterze wzniesiono nową bramę wjazdową z dzwonnicą i cerkwią nadbramną Opieki Matki Bożej, jak również budynki mieszkalne dla mnichów. Monaster regularnie odwiedzał car Piotr I, który sponsorował również jego dalszą rozbudowę i upiększanie. Obfite wsparcie ze strony cara oraz rodu Naryszkinów sprawiły, iż przełom XVII i XVIII w. był okresem największej prosperity monasteru. W połowie XVIII w. na terenie klasztoru wzniesiono kolejne dwie świątynie. Utrzymywał się on nie tylko z darów carskich, ale i z obszernego majątku ziemskiego, młynów i stawów rybnych. Piotr I zaprzestał jednak subwencjonowania klasztoru, gdy zaczął reformować wojsko rosyjskie.
W 1764, w czasie sekularyzacji majątków monasterskich w zamian za wsparcie państwowe, prowadzonej przez Katarzynę II, klasztor został zaliczony do monasterów II klasy, co oznaczało utrzymywanie przez państwo szesnastu mnichów. W rzeczywistości wspólnota była jeszcze mniej liczna, monaster utrzymywał natomiast dziesięciu słuchaczy Akademii Słowiańsko-Grecko-Łacińskiej.

### XIX wiek
Klasztor został zniszczony w czasie wojny francusko-rosyjskiej w 1812, gdy swoją rezydencję urządził w nim po zdobyciu Moskwy francuski marszałek Mortier, zaś w zabudowaniach monasterskich zakwaterowano tysiąc kawalerzystów. Wyposażenie cerkwi klasztornych zostało rozgrabione lub zniszczone. Od 1822 do 1834 w monasterze tymczasowo funkcjonowała szkoła duchowna Monasteru Zaikonospasskiego. Również w kolejnych dziesięcioleciach Monaster Wysoko-Pietrowski był znaczącym ośrodkiem oświaty teologicznej, w nim przechowywano bibliotekę eparchii moskiewskiej, przy nim działało do 1902 Towarzystwo Miłośników Oświaty Duchownej, w którym działali m.in. Konstantin Pobiedonoscew, Wiktor Wasniecow, Iwan Aksakow, Siergiej Sołowjow, Konstantin Leontjew i inni działacze.

### W ZSRR i po jego upadku
Monaster został formalnie zlikwidowany w 1918, w zabudowaniach klasztornych urządzono mieszkania robotnicze. Cerkwie klasztorne pozostały czynne jako parafialne. W 1923 biskup siergijewski Bartłomiej zebrał przy dawnym monasterze grupę mnichów, którzy w tajemnicy kontynuowali życie zakonne przy cerkwiach. Niektórzy mnisi zyskali w kolejnych latach sławę świętych starców, w sekrecie dokonywali kolejnych postrzyżyn mniszych i gromadzili wokół siebie duchowych uczniów. Wspólnota przy cerkwiach dawnego Monasteru Wysoko-Pietrowskiego, do której wstępowali zarówno mężczyźni, jak i kobiety, była najprawdopodobniej największą nielegalną wspólnotą monastyczną w ZSRR. W 1929 ostatnia cerkiew monasterska została zamknięta dla wiernych. Wspólnota zgromadzona wokół biskupa Bartłomieja przeniosła się wówczas do nieodległej cerkwi św. Sergiusza z Radoneża w Moskwie przy ulicy Bolszaja Dmitrowka, a następnie do cerkwi Narodzenia Matki Bożej, gdzie przetrwała do 1935.
Cerkiew Bogolubowskiej Ikony Matki Bożej, po odebraniu wiernym, została zaadaptowana na zakład napraw maszyn rolniczych. Na cele przemysłowe przeznaczono również sobór św. Piotra, w cerkwi św. Sergiusza z Radoneża istniała biblioteka, następnie sala gimnastyczna. W cerkwi Tołgskiej Ikony Matki Bożej, domach przełożonego i mnichów rozmieszczono mieszkania komunalne. Od 1959 właścicielem kompleksu poklasztornego było radzieckie Ministerstwo Kultury. Obiekt uzyskał status zabytku i był odtąd sukcesywnie remontowany, jednak niewielkie fundusze wydzielane na ten cel sprawiły, że prace przeciągnęły się na kilka dziesięcioleci. Pod kierunkiem W. Dieduszenki soborowi św. Piotra przywrócono pierwotny wygląd. Świątyń w okresie radzieckim nie przywrócono jednak do użytku liturgicznego, mieściła się w nim sala prób zespołu „Bieriozka”, filia Państwowego Muzeum Literackiego i inne instytucje państwowe.
Rosyjski Kościół Prawosławny odzyskał część zabudowań monasterskich w 1991. W tym też roku na polecenie patriarchy moskiewskiego i całej Rusi Aleksego II w monasterze rozlokowano Synodalny Oddział Kształcenia Religijnego i Katechizacji. Od 1993 monaster stał się patriarszym metochionem. Reaktywacja monasteru jako samodzielnej stauropigialnej wspólnoty mniszej nastąpiła w 2009. W 2013 przywrócono do użytku liturgicznego cerkiew Bogolubskiej Ikony Matki Bożej. Rok później patriarcha moskiewski i całej Rusi Cyryl wyświęcił odnowiony sobór św. Piotra.